# Голошина (Верховинський район)
Голо́шина — село Білоберізької сільської громади Верховинського району Івано-Франківської області. Це прикордонне село, яке межує з Румунією.

## Географія
На південному заході від села бере початок струмок Гостовець, лівий доплив Білого Черемошу.
На південному сході від села бере початок струмок Подяворова, правий доплив Гостовця.
Село, зокрема присілок Калиничі, є найпівденнішим населеним пунтом Івано-Франківської області. 
На іншому буковинському березі річки Білий Черемош знаходиться однойменне село Голошина у Конятинській сільській громаді Вижницького району Чернівецької області. 

### Клімат
Голошина знаходяться в межах вологого континентального клімату та субарктичного клімату. Навколо села — хвойні праліси, у яких водяться рідкісні дикі звірі.

## Історія
Село Голошина засноване 1932 року. Це одне з найбільш віддалених поселень у Верховинському районі.
З весни 1944 року до весни 1945 року тут перебували вояки Буковинського куреня УПА, а саме 3-я чота — чотар «Сокіл», згодом «Хміль». Налічувала до 40 стрільців, з нею знаходився сотенний «Крига», спочатку базувалася в горах. Пізніше перебазувалася у села Голошина, Самакова, Киселиці, а згодом у село Бісків.
З 1991 року в складі незалежної України.
2 жовтня 2015 року шляхом об'єднання Білоберізької, Устеріківської та Хороцівської сільських рад село увійшло до Білоберізької сільської громади..
12 червня 2020 року, відповідно до Розпорядження Кабінету Міністрів України  № 714-р «Про визначення адміністративних центрів та затвердження територій територіальних громад Івано-Франківської області», увійшло до складу Білоберізької сільської громади.
19 липня 2020 року, в результаті адміністративно-територіальної реформи та ліквідації Верховинського району, село увійшло до складу новоутвореного Верховинського району.

## Населення
Згідно з переписом УРСР 1989 року чисельність наявного населення села становила 497 осіб, з яких 262 чоловіки та 235 жінок.
За переписом населення України 2001 року в селі мешкало 417 осіб.
Більшість жителів займаються лісовим господарством, тваринництвом і збиральництвом (гриби, малина, чорниця). Тут добре збережені старовинні звичаї, традиції гуцульського краю. Значна віддаленість, важкодоступність і високогірність суттєво впливають на побут, спосіб життя.

### Мова
Розподіл населення за рідною мовою за даними перепису 2001 року:
| Мова       | Відсоток |
| ---------- | -------- |
| українська | 99,76 %  |
| російська  | 0,24 %   |

## Туризм
- Комплекс відпочинку «Християна».

## Відомі люди
- Дмитроняк Олексій Танасійович (1914 року народження) — українець, малописьменний, проживав у селі Голошина, Верховинського району, селянин. Заарештований 10.01.1945. Звинувачення: збирав продукти для УПА. Військовим трибуналом військ НКВС Станіславської області 18.06.1945 засуджений на 15 років каторжних робіт і 5 років пораження в правах із конфіскацією майна. Реабілітований 16.11.1993. [7]